# ويليام تشامبرز (مهندس معماري)
السير ويليام تشامبرز آر إيه (23 فبراير 1723 - 10 مارس 1796) مهندس معماري سويدي اسكتلندي ، ومقره لندن. من بين أشهر أعماله ، منزل سمرسيت ، و باغودا في حدائق كيو. كان تشامبرز عضوًا مؤسسًا في الأكاديمية الملكية.

## قائمة الأعمال المعمارية
- ليستر هاوس ، ليستر سكوير ، تعديلات (1757) - هدم